# Polyommatus cometa
Polyommatus cometa är en fjärilsart som beskrevs av Wize 1936. Polyommatus cometa ingår i släktet Polyommatus och familjen juvelvingar. Inga underarter finns listade i Catalogue of Life.